# Tommy Vardell
Thomas Arthur Vardell, detto Tommy (El Cajon, 20 febbraio 1969), è un ex giocatore di football americano statunitense che ha giocato nel ruolo di fullback nella National Football League (NFL).

## Biografia
Dopo avere giocato al college a football alla Stanford University, Vardell fu scelto come ottavo assoluto nel Draft NFL 1992 dai Cleveland Browns dell'allenatore Bill Belichick. Mostrò delle solide abilità nelle corse nei primi anni coi Browns, correndo per 1.013 yard ma segnando solo tre touchdown. A causa degli infortuni, giocò solamente un totale di dieci partite nel 1994 e nel 1995, prima di passare ai San Francisco 49ers nel 1996 e ai Detroit Lions nel 1997. Quell'anno fu il fullback titolare, bloccando per Barry Sanders che corse 2.053 yard. Si ritirò dopo un'ultima stagione coi 49ers nel 1999.

## Statistiche
| Yard corse         | 1.427 |
| Touchdown su corsa | 18    |